# 思茅短蕊茶
思茅短蕊茶（学名：Camellia szemaoensis），又称斑叶离蕊茶，为山茶科山茶属的植物，是中国的特有植物。分布在中国大陆的云南等地，生长于海拔760米至930米的地区，多生长在山谷疏林中。